# Perrysville (Indiana)
Perrysville é uma cidade  localizada no estado americano de Indiana, no Condado de Vermillion.

## Demografia
Segundo o censo americano de 2000, a sua população era de 502 habitantes.
Em 2006, foi estimada uma população de 505, um aumento de 3 (0.6%).

## Geografia
De acordo com o United States Census Bureau tem uma área de
0,7 km², dos quais 0,7 km² cobertos por terra e 0,0 km² cobertos por água. Perrysville localiza-se a aproximadamente 188 m acima do nível do mar.

## Localidades na vizinhança
O diagrama seguinte representa as localidades num raio de 20 km ao redor de Perrysville.